# キャンベルタウン (スコットランド)
キャンベルタウン(Campbeltown)はスコットランドの西側、キンタイア半島の先端付近に位置する都市である。20世紀の初頭のスコッチウィスキー業界の中心地であった。

## 概要
かつては、ウイスキー産業、漁業、造船、炭鉱に栄えていたキャンベルタウンであるが、現代ではそれらの産業は衰退してしまっている。人口は4852人(2011年)

## ウイスキー
キャンベルタウンは最盛期には34もの蒸留所が存在し「世界のウイスキーの首都」と呼ばれる存在であった。キャンベルタウンは大西洋に向かう船舶の寄港地として栄えた。海上輸送を前提とした場合、北米からの航路の拠点である当地は、ウイスキーの生産地として好都合の立地であった。「ローランド・ハイランド・アイラ島」に並ぶ四大ウイスキー名産地の一つとして栄えたが、しかし、品質より量を重視した生産による失敗により、キャンベルタウンのウイスキーは粗悪品と見なされたことや、アメリカ合衆国での禁酒法と大恐慌の影響により、ほとんどの蒸留所は閉鎖された。現代では存続している2軒と2004年に復興された1軒の計3軒の蒸留所が残るのみである。